# John Clark (futbolista, nascut el 1941)
John Clark   (Chapelhall, 13 de març de 1941 - 23 de juny de 2025) va ser un jugador i entrenador de futbol escocès. Va ser contractat pel Celtic durant cinquanta anys al llarg de vuit dècades, com a jugador del 1958 al 1971, després va passar a ser entrenador, ajudant de direcció i finalment responsable d'equipament.
Clark va ser membre de l'equip celta que va guanyar la Copa d'Europa el 1967, conegut com els Lleons de Lisboa. Va ser inclòs al Saló de la Fama del Futbol Escocès el 2017.

## Carrera com a jugador
John Clark va néixer a Chapelhall, Lanarkshire. El seu pare va morir en un accident ferroviari quan Clark tenia 10 anys. Quan tenia 15 anys, Clark va treballar en una mina abans d'unir-se al Celtic el 1958, amb 17 anys.
Clark aviat es va establir com a jugador habitual de l'equip del Celtic. L'arribada de Jock Stein com a entrenador el 1965 va fer que Clark passés de la meitat esquerra del camp a una posició d'escombrador darrere de Billy McNeill. El seu estil de joc poc dramàtic al costat del seu company central McNeill va ser fonamental per a l'èxit de l'equip; el seu paper com a escombra del Celtic li va valer el sobrenom de "The Brush".
Entre l'abril de 1965 i el setembre de 1967, el període més reeixit del club, va jugar 140 partits consecutius. Va jugar com a titular la final de la Copa d'Europa de 1967, que el Celtic va guanyar contra l'Inter de Milà per 2 a 1 a l'Estádio Nacional de Lisboa. Amb aquest triomf, els "Lleons de Lisboa" del Celtic també es van convertir en els primers guanyadors del Triplet europeu i en els únics guanyadors del Quàdruple fins ara. Clark va ser un dels dos únics Lisbon Lions que van aparèixer en els 59 partits en competicions importants, l'altre era Tommy Gemmell. Com a jugador del Celtic, va guanyar tres campionats de lliga, tres Copes d'Escòcia, quatre Copes de la Lliga i la Copa d'Europa.
Va deixar el Celtic per anar al Morton el 1971, on es va retirar dos anys més tard.
Clark va jugar quatre partits internacionals amb Escòcia,  tots durant la seva etapa al Celtic.

## Carrera d'entrenador
Clark va esdevenir entrenador del Celtic el 1973, treballant amb l'equip filial.
Va marxar el 1977 per convertir-se en ajudant d'entrenador de Billy McNeill a l'Aberdeen, abans de tornar al Celtic en el mateix càrrec amb McNeill del 1978 al 1983. Durant el mandat de McNeill, el Celtic va guanyar tres campionats de lliga, les temporades 1978–79, 1980–81 i 1981–82, la Copa d'Escòcia el 1980 i la Copa de la Lliga el 1982–83.
Clark va treballar com a entrenador del Cowdenbeath, l'Stranraer i el Clyde, així com del club juvenil Shotts Bon Accord, durant els anys vuitanta i principis dels noranta. Va esdevenir el responsable d'equipament del Celtic el 1997, un càrrec que va ocupar durant més de vint anys. Va passar 50 anys amb el Celtic durant vuit dècades, convertint-se en el segon home amb més anys de servei al club, després de Willie Maley.
El seu fill Martin també es va convertir en futbolista professional, jugant amb el Clyde, el Nottingham Forest i el Partick Thistle a la dècada del 1990.
Clark va morir el 23 de juny de 2025, als 84 anys.